# Pirassununga
Pirasununga (portugués: Pirassununga) es un municipio del estado brasileño de São Paulo. Ubicado en el estado centro-oriental en la latitud 21º 59'46" sur y longitud 47º25'33" oeste, a una altitud de 627 metros. Su población es de 70.138 habitantes, según el censo de 2010 del Instituto Brasileño de Geografía y Estadística. Tiene una superficie de 727 km².

## Historia
El territorio donde hoy se encuentra la ciudad estaba habitado por los indios tupi, que llamaron el actual distrito de Cachoeira de Emas como Pirasununga, que significa "pez ruidoso", mediante la combinación de los términos pirá ("pez" ) y sunung ("hacer ruido"). El nombre es una referencia al fenómeno del desove: cada año, en diciembre, el pez (principalmente curimbatás) va río arriba para desovar Mojiguaçu y en un esfuerzo de nadar contra la corriente, emite sonidos similares a los ronquidos.
Desde el siglo XVI, los pioneros han explorado la región. A principios del siglo XIX, llegó a la región la familia de Christopher Pereira de Godoy, quien fundó la Hacienda Santa Cruz. En 1823, Ignacio Pereira Bueno y su esposa se establecieron en la zona central de la ciudad. El entonces Distrito Buen Jesús de los Afligidos fue fundado oficialmente el 6 de agosto de 1823, con la celebración por el Padre Antonio Barreto Felippe de la primera Misa. La ciudad de Bueno Jesus del Pirassununga Afligidos. El sitio de la primera misa forman la plaza donde hoy están la iglesia de la Asunción y la estación de autobuses.
El 21 de noviembre de 1828, la Capilla del Buen Señor Jesús de los Afligidos Pirassununga se erigió la capilla curada. Se convirtió en una parroquia el 4 de marzo de 1842, con el mismo nombre de la capilla en la ciudad de Mojimirim. Fue trasladada a la ciudad de Limeira, el 8 de marzo de ese mismo año. El pueblo de Pirassununga se estableció el 22 de abril de 1865. El ferrocarril llegó a la ciudad en 1880 por una extensión de las líneas de ferrocarril que uniría la Mojimirim luego Belém do Descalvado. El pueblo recibió foros de la ciudad el 31 de marzo de 1879 y se convirtió en un distrito el 6 de agosto de 1890.
El gran nombre de la ciudad, como empresario, un ejemplo de la humanidad, el administrador y político (la confianza del presidente Getúlio Vargas), hasta la mitad del siglo XX, es Fernando Costa. Fue responsable, directa o indirectamente, con la llegada de las instituciones más importantes de la ciudad históricos como: Academia de la Fuerza Aérea, 13 Regimiento de Caballería Mecanizada de la Universidad de São Paulo, el Instituto de Educación del Estado de Pirassununga (ahora Pirassununga Escolar del Estado), el Centro Nacional de Investigación y Conservación de Peces Continentales etc. Todas estas instituciones han hecho que, desde mediados de la década de 1950, un ciclo de crecimiento de la población que se prolongó hasta la década de 1980. Desde entonces, el ritmo de crecimiento de la población de la ciudad ha perdido intensidad, que resulta de la combinación de la falta de inversión en los distritos industriales, en ausencia de mano de obra calificada (cursos técnicos, universidades), el desacuerdo político y la falta total de visión de crecimiento de sus administradores.
Desde el principio del siglo XXI, comenzó a recibir una importante inversión pública y privada, la educación superior (nuevos cursos en la USP, nuevos colegios privados), la industria (la expansión de este sector, con la creación y expansión de las plantas azúcar y alcohol, así como los nuevos distritos / centros industriales, lo que ayudó a atraer nuevas empresas), sector servicios (nuevas cadenas de distribución), y la construcción (principalmente la ciudad vertical), la cual, ha permitido una ciclo de crecimiento económico que dura hasta hoy.

## Economía
La principal fuente de ingresos fiscales es el sector del alcohol, especialmente en las industrias de brandy (Caninha 51, Cachaca 21, y otros productores), azúcar líquido (Dulcini S / A) y el azúcar y el alcohol, que son controlados por el grupo español Abengoa Bioenergía Brasil (São Luiz Mill) también existen Baldin Bioenergía S / A (Plant Taboón), St. Peter Bioenergía S / A (Alpha Plant) Planta y Ferrari, en el límite con el municipio de Porto Ferreira .
La ciudad cuenta con tres polos industriales instalados y en ejecución:
- Distrito Industrial: se encuentra en la carretera de Anhanguera, en camino hacia la capital y el interior, a lo largo de los 207 kilómetros de acceso.
- Polo Industrial Orlando Poggi: También situado en la carretera de Anhanguera, el camino hacia la interior-capital, a 208 kilómetros, cerca de la sede operativa de la Policía Militar del Segundo Pelotón Road. Alberga las compañías Cargill (almacenamiento del maíz), Sotrange / Sotracap (carretera) y Skylux (balastos y lámparas).
- Polo Industrial Guilherme Müller Hijo: Situado en la SP-225, al lado del club de vuelo de la ciudad. Acceso por Felipe Boller Avenida Junior. La industria principal está instalado OAV-Brasilia (alimentación animal).

En 2010, la ciudad contaba con 130 industrias, de acuerdo con datos del Sistema Estatal de Análisis de Datos. Además de la industria del alcohol, se destacan sin embargo, la prótesis (mayores: vipi Productos Dentales, Pop Dental, Dencril, Dentbrás, azul Dent, Dentfor / Pachamama, entre otras) y artículos de joyería (principal empresa: Brüner) .
El comercio es otra fuente de ingresos importante para la ciudad, que es compatible con el tamaño y el capital de la ciudad, que tiene como clientes principalmente a funcionarios de la Fuerza Aérea Brasileña, del Acueducto y Alcantarillado, del Centro Nacional para la Investigación y Conservación de Pesca Continental, así como profesores y estudiantes de la Universidad de São Paulo. En 2010, la ciudad contaba con 673 tiendas, de acuerdo con datos del Sistema Estatal de Análisis de Datos.
Varias cadenas minoristas importantes del país están presentes en Pirasununga, como Casas Bahía, Casas Pernambucanas, Magazine Luiza Raia, Supermercado Día, entre otros. Además, la ciudad tiene un establecimiento Network Grial, la carretera Anhanguera y concesionarios de marcas de General Motors, Volkswagen, Ford, Fiat, Toyota y Honda (motocicletas) coche.
En la agricultura, además de la caña de azúcar, también existe la producción de naranjas, la ciudad también tiene una rama de Coopercitrus (Cooperativa de Productores Rurales). En 2008, de acuerdo con las Gateway Cities "@", el Instituto Brasileño de Geografía y Estadística, Pirasununga produjo 1,7 millones de toneladas de caña de azúcar y 310.000 toneladas de naranjas.
Pirassununga también tiene una zona turística, Cachoeira de Emas, que pone énfasis en la gastronomía, representada por varios restaurantes especializados en pescado, que se constituyen como la principal atracción para los visitantes y la producción de la cachaza.

## Nivel Cultural
A diferencia de los grandes centros urbanos, donde las diferencias de orden económico y social son más pronunciadas, generando grupos significativos de la población en los extremos, que no se comunican con la consiguiente aparición de un mismo fenómeno en el ámbito de la cultura, Pirassununga se encuentra en un medio plazo.
Comunidad en la que las personas de todos los niveles sociales y económicos se comunican, el municipio no suele presentar en este extremos particulares de mayor importancia. Si la falta de suministro de eventos culturales puede generar mayores niveles menos elevados en la parte superior de la columna, en el otro lado de la interacción de los individuos en una más global tiende a elevar el nivel de lo que sería en la parte inferior del extracto.
Por ejemplo, se redujo el número de analfabetas. El pequeño flujo de inmigrantes de bajo nivel socioeconómico, por su parte, contribuye a la tasa de analfabetismo restos bajas, entre las personas originarias Pirassununga reveladas reduce en gran medida la tasa de analfabetismo.

## Sitios de interés

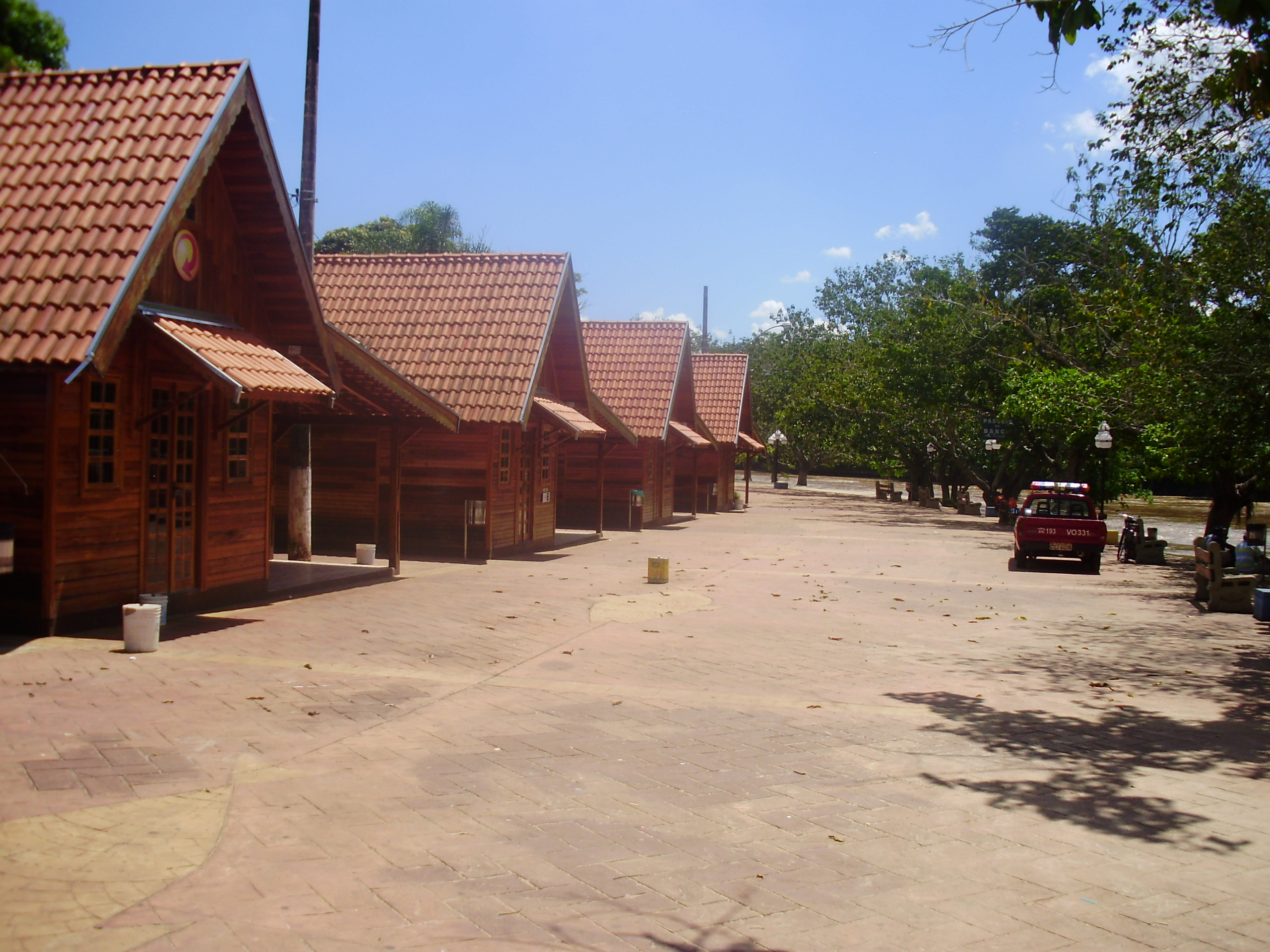
Distrito de Cachoeira de Emas, en Pirassununga

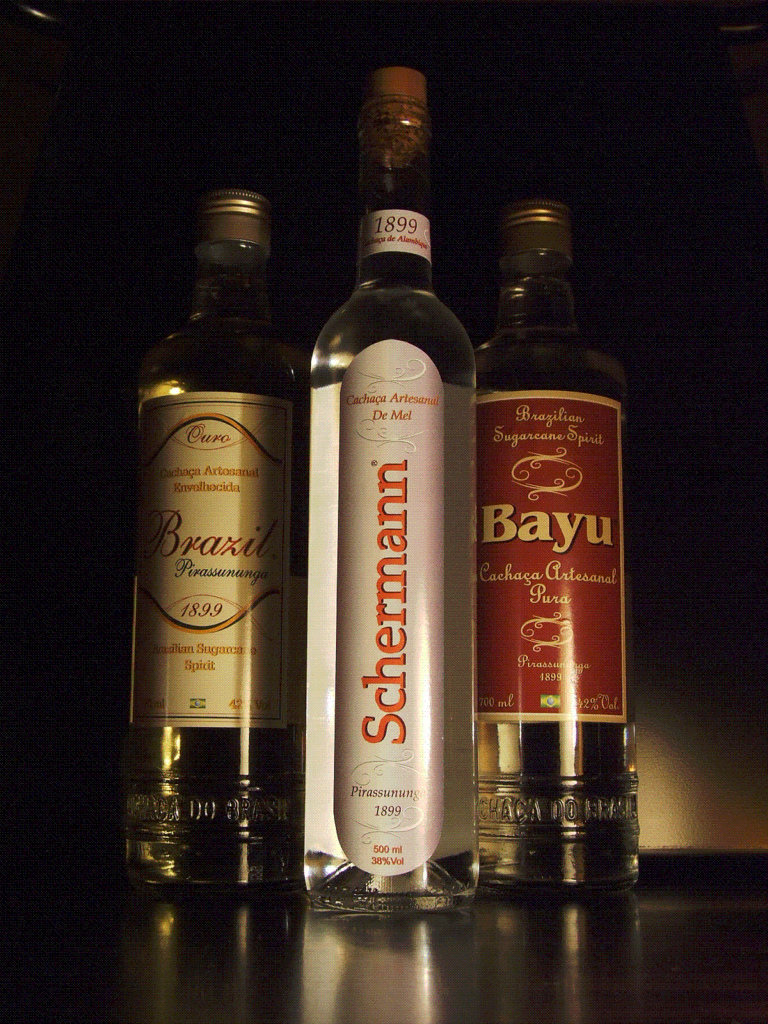
Botellas de cachaza, en Pirassununga

- Distrito de Cachoeira de Emas, localizado en la carretera SP-201, lugar de recreación con restaurantes
  - ECOMUSEU
  - Teatro de Arena;
  - Centro Nacional de Investigación y Conservación de Peces Continentales e Instituto Brasilero del Medio Ambiente y de los Recursos Naturales Renovables
  - Ponte Velha
  - Unidad de Investigación y Desarrollo del Polo Centro Este de la Agencia Paulista de Tecnología de los Agronegocios.
  - Pequeña Central Hidroeléctrica de Emas
  - Centro Comercial
  - Escuela Municipal de Educación Infantil Parque Ecológico
- Centro de Educción Física y Deportiva "Presidente Médici"
  - Gimnasio "Lauro Pozzi"
  - Estadio Municipal "José Maldonado", con pista de atletismo
- Centro Cultural y de Eventos "Dona Belila"
  - Museo Histórico y Pedagógico "Doctor Fernando Costa"
- Teatro Municipal "Cacilda Becker"
- Conservatorio "Cacilda Becker"
- Iglesia Matriz Senhor Bom Jesus dos Aflitos
- Iglesia Santo Antônio
- Plaza Central "Conselheiro Antônio Prado"
- Lago Municipal "Temístocles Marrocos Leite"
- Campus de la Universidad de São Paulo
- Escuela Estatal Pirassununga
- Anfiteatro de la Dirección Regional de Enseñanza "Profesora Lydia Del Nero"
- Centro de Convenciones "Dr Fausto Victorelli"
- Academia de la Fuerza Aérea.
- FAYS (Fazenda da Aeronáutica de Pirassununga).
- Escuadrón de Demostración Aérea ("Esquadrilha da Fumaça").
- 13º Regimiento de Caballería Mecanizada.
- Estatua do Cristo Redentor y aeronave estática T-27, kilómetro 210 de la Carretera Añanguera
- Auditorio de la Academia de la Fuerza Aérea
- Ciudad del Niño - "Casteliño" (es una aeronave estática T-6)
- Centro de Excelencia de Gimnástica Olímpica "Antenor Jacintho de Souza – Sinhô."
- Huerto Municipal
- Cachaza Schermann

## Demografía
Datos do Censo - 2000
Población total: 104.864
- Urbana: 92.594
- Rural: 7.270
- Hombres: 46.971
- Mujeres: 47.893

## Religión
El Cristianismo está presente en la ciudad de la siguiente manera:

### Iglesia Católica
La iglesia católica del municipio forma parte de la Diócesis de Limeira.

### Iglesia Protestante
En la ciudad están presentes las más diversas creencias evangélicas, principalmente pentecostales, incluidas las Asambleas de Dios de Brasil (la iglesia evangélica más grande del país), Congregación Cristiana, entre otras. Estas denominaciones están creciendo cada vez más en todo Brasil.

## Ligacions externas
- Página da prefeitura
- Cachaça Schermann
- Pirassununga en WikiMapia

- Datos: Q1750431
- Multimedia: Pirassununga / Q1750431